# Prodigy (репер)
Альберт Джонсон (англ. Albert Johnson ); (2 листопада 1974, Гемпстед, Лонг-Айленд, Нью-Йорк - 20 червня 2017, Лас-Вегас, Невада), більш відомий під сценічним псевдонімом Prodigy (укр. Продіджі) - американський репер, музичний продюсер, автор пісень і письменник, який разом з репером Havoc був половиною хіп-хоп дуету Mobb Deep.
У складі дуету Mobb Deep Альберт Джонсон випустив вісім студійних альбомів, чотири з яких стали «золотими» з продажу в США, і лише один з них, Murda Muzik, став «платиновим» всього за два місяці, показавши тим самим найуспішніший результат із продажу у кар'єрі групи.
Гурт Mobb Deep випустив чотири альбоми, перш ніж Prodigy розпочав свою сольну кар'єру. Дебютний альбом, H.N.I.C. (2000), є найуспішнішим у його кар'єрі, ставши «золотим» з продажу в США лише через місяць після виходу. Всього Продіджі випустив п'ять студійних і чотири спільні альбоми, кожен з яких мав успіх у чартах американського журналу Billboard.
З 2007 по 2011 рік Prodigy відсидів три з половиною роки у в'язниці за зберігання зброї, знайдене в його автомобілі поліцією в 2006. З 2011 по 2017 рік Продіджі випустив чотири книги, одна з яких присвячена кулінарії. Продіджі знявся у чотирьох фільмах: Murda Muzik (1999), Full Clip (2006), Blackout (2007), Rhyme and Punishment (2011). Prodigy помер від випадкової задухи 20 червня 2017 року у віці 42 років.

## Раннє життя
Альберт Джонсон народився 2 листопада 1974 року в місті Хемпстед, Нью-Йорк, розташованому на острові Лонг-Айленд. У нього був один старший брат Грег Джонсон. Він народився у музичній сім'ї. Його дідусь Бадд Джонсон був саксофоністом, а його дідусь Кег Джонсон був тромбоністом. Їх обох пам'ятають за їхній внесок в еру бібопу в джазі. Його мати, Фатіма Френсіс (Коллінз) Джонсон, була учасником гурту The Crystals. Його батько, Бадд Джонсон-молодший, був учасником музичного духу гурту під назвою The Chanters. Його пра-пра-пра-прадід, журналіст Вільям Джефферсон Уайт, заснував коледж Морхаус у штаті Джорджія.
Продіджі виріс у районі Лефрак Сіті. Під час навчання у Вищій школі мистецтва та дизайну на Манхеттені він зустрів свого майбутнього музичного партнера Havoc. Дует став називати себе «Poetical Prophets», перш ніж вибрати собі ім'я «The Infamous Mobb Deep». Під псевдонімом Lord-T (The Golden Child) тодішній 16-річний Джонсон приєднався до лейблу Jive Records і отримав незгадану гостьову появу на саундтреку до фільму Хлопці по сусідству за його спільну роботу над піснею «Too Young» з R&B -групою Hi-Fi в 1991 році.

## Музична кар'єра

### 1995-1996:The InfamousтаHell on Earth
Спочатку в порівнянні з таким же репером Nas, який використовував ліричний підхід у своєму альбомі Illmatic в 1994, Mobb Deep випустив The Infamous в 1995, який був сертифікований RIAA як «золотий» протягом перших двох місяців після його випуску. Півтора роки по тому, наприкінці 1996 року, Prodigy і Havoc випустили Hell on Earth, що дебютував під номером шість у чарті Billboard 200 в американському журналі Billboard. Їхній наступний реліз, Murda Muzik, був широко поширений бутлегерами, поки що знаходився на стадії демо.

### 2000-2006:HNIC
У листопаді 2000 року Prodigy випустив свій дебютний сольний альбом H.N.I.C.  Його наступний сольний альбом буде випущений у 2008 році.
Але протягом наступних 6 років, між випуском його перших двох сольних альбомів, Prodigy продовжував працювати з Mobb Deep, випустивши Infamy у 2001 році, Amerikaz Nightmare у 2004 році та Blood Money у 2006 році.

### 2007-2011: Спільні роботи таHNIC Part 2
В цей час Prodigy розпочав роботу над своїм другим сольним альбомом H.N.I.C. Part 2, який вперше був показаний на його офіційному мікстейпі Return of the Mac, а потім був випущений на незалежному лейблі Koch Records. Потім Продіджі випустив H.N.I.C. Pt. 2 на лейблі Voxonic Inc., в якому він був акціонером. Наприкінці 2009 року дует Mobb Deep був звільнений від контракту з лейблом 50 Cent, G-Unit Records.
Протягом цього періоду Prodigy був засуджений до трьох років позбавлення волі у в'язниці середньої строгості Mid-State Correctional Facility, відповідно до угоди про визнання провини, яка випливає з обвинувачення у зберіганні зброї. Він був офіційно звільнений 7 березня 2011.
Prodigy був показаний у документальному фільмі 2009 року Rhyme and Punishment (з англ. - «Рима і покарання»), в якому розповідається про хіп-хоп артистів, які були ув'язнені. У 2011 році Prodigy випустив безкоштовний EP під назвою The Ellsworth Bumpy Johnson EP, який був його першим проектом після визволення з в'язниці. 21 квітня була випущена пісня під назвою «The Type» на безкоштовному альбомі репера Curren $ y під назвою Covert Coup.

### 2013-2014:The Infamous Mobb Deep
У 2013 році Prodigy випустив свій другий спільний альбом із продюсером The Alchemist під назвою Albert Einstein. 1 квітня 2014 року дует Mobb Deep випустив свій восьмий студійний альбом The Infamous Mobb Deep. У серпні 2016 року він випустив EP без назви з п'яти треків, випущений у партнерстві з BitTorrent, асоціацією, з якою Prodigy якийсь час працював.

## Книжки
У 2011 році Prodigy випустив свою автобіографію My Infamous Life: The Autobiography of Mobb Deep's Prodigy. Книга була написана у співавторстві з Лорою Чековей та опублікована видавництвом Touchstone Books.
У 2013 році спільно з британським автором Стівеном Савілем Prodigy написав кримінальний роман H.N.I.C.. Книга була опублікована видавництвом Akashic/Infamous Books. Вони також спільно написали другий роман Ritual, який був випущений в 2015 видавництвом Akashic.
Продіджі написав кулінарну книгу разом із Кеті Яндолі під назвою Commissary Kitchen: My Infamous Prison Cookbook. Книга містить передмову від шеф-кухаря та спеціаліста з їжі Едді Хуана і була опублікована у 2016 році видавництвом Infamous Books.

## Проблеми із законом
Нижче наводиться хронологія деяких проблем із законом, з якими Prodigy стикався протягом свого життя:
- 6 листопада 2003 року Prodigy був заарештований у місті Кохос у штаті Нью-Йорк за звинуваченням у незаконному зберіганні зброєю третього ступеня та незаконному зберіганні марихуани. За повідомленнями, поліція виявила у нього пістолет 25 калібру та марихуану[45].

- 26 жовтня 2006 року Prodigy був заарештований у Нью-Йорку за звинуваченням у незаконному зберіганні зброї. Його зупинили в куленепробивному позашляховику за 120 тисяч доларів після незаконного розвороту близько 2:15 ранку. Після обшуку автомобіля поліція виявила пістолет 22 калібру в підлокітнику[46].

- 8 жовтня 2007 року Prodigy був засуджений до трьох з половиною років позбавлення волі за незаконне зберігання вогнепальної зброї. Спочатку засуджений до 15 років ув'язнення, Prodigy уклав угоду з прокурором і визнав себе винним в обмін на більш короткий термін ув'язнення[47].

- 7 березня 2011 року, Prodigy був звільнений із в'язниці середньої суворості Mid-State Correctional Facility у місті Марсі, Нью-Йорк після трьох років позбавлення волі за незаконне зберігання зброї. Він шість місяців намагався зменшити свій початковий вирок за добру поведінку і залишався в умовно-достроковому звільненні до 2014 року[48][49][50].

## Конфлікти

### West Coast
З 1995 по 1997 рік відбувалося підживлене ЗМІ «хіп-хоп суперництво між Східним та Західним узбережжями». Ця «ворожнеча» почалася, коли Tha Dogg Pound випустили пісню «New York, New York», на яку дует Мобб Діп образився, оскільки на додаток до тексту в музичному відео зображені нью-йоркські будівлі, на які наступали учасники групи Dogg Pound. У відповідь Mobb Deep об'єднався з Capone-N-Noreaga та Tragedy Khadafi і випустив трек «LA, LA». 2Pac образив Mobb Deep (разом з The Notorious B.I.G. ) у пісні «Hit 'Em Up», де в кінці пісні він зробив пряме посилання на хворобу Prodigy, що має серповидноклітинну анемію. Mobb Deep відповів треком під назвою «Drop A Gem On 'Em», який був випущений як сингл за два тижні до вбивства Тупака  . 2Pac також образив Mobb Deep у пісні «Against All Odds» та «Bomb First (My Second Reply)», які були випущені після його смерті. Але Продіджі пізніше засемплював голос Тупака з фрістайлу для приспіву в пісні «Return of the Mac» (aka «New York Shit») з однойменного альбому.

### Def Squad
На треку «The Infamous Prelude» з альбому The Infamous Продіджі зробив зауваження реперам, які римують про куріння трави і говорять про «космічну нісенітницю». Def Squad образився на це, але ворожнеча була улагоджена, коли репери Prodigy та Keith Murray зустрілися на відеозйомці. Ворожнеча відновилася, коли Prodigy знову послався на «космічне марення» у своїй появі на треку LL Cool J «I Shot Ya», в якому також фігурував Кіт Мюррей. Якось уночі Мюррей побачив у клубі Продіджі і вдарив його. Продіджі згадав сварку і погрожував Мюррею в пісні «In the Long Run» на альбомі Hell on Earth . Мюррей випустив пісню «Call My Name» на своєму альбомі Enigma, в якій він образив Mobb Deep. Ворожнеча, здавалося, стихла, поки Prodigy знову не образив Мюррея у своїй пісні 2004 року «Bad Blood» (з англ. - «Ворожність»). Мюррей відповів із численними піснями з того часу. Ворожнеча стихла, коли в соціальних мережах вони поділилися спільною фотографією з Busta Rhymes. У Твіттері примирення було підтверджено Prodigy у відповідь на фото невдовзі після цього.
Під час інтерв'ю Prodigy заявив, що йому не подобаються репери Saigon та Tru-Life (разом з багатьма іншими реперами).
У ніч на 19 вересня 2007 року, після імпровізованого виступу Сайгона під час шоу Mobb Deep, між Сайгоном та Prodigy відбувся обмін словами. Це переросло в суперечку, яка привела до бійки, коли Сайгон двічі вдарив Продіджі, перш ніж він (Сайгон) покинув клуб. З того часу з'явилися дві відео версії подій. В одній з версій, у сповільненій зйомці, Сайгон ховався під столом. Інша випущена версія відео показала, що Сайгон тікав із клубу. Ворожнеча, однак, очевидно, вщухла, оскільки (в інтерв'ю за два місяці до визволення Prodigy із в'язниці) Сайгон висловив щастя, що Prodigy повертається додому.

### Crooked I
Перебуваючи у в'язниці, Prodigy написав листа про своє розчарування у хіп-хопі та реперах. У листі він прямо послався на ім'я Crooked I, коментуючи:
|  | Vibe каже, що за це проголосувало 920 тисяч людей. Я б особисто дав ляпас усім 920 тисячам із цих виборців, якби у мене була така можливість. Хто вибрав Crooked I, Flo Rida та Rich Boy? Як Vibe схвалив це? |

Crooked I відповів записом у блозі і кинув виклик Prodigy у вигляді бою віч-на-віч після звільнення репера. Після смерті Продіджі Crooked I віддав належне на його честь, розмістивши його зображення на своїй сторінці в Інстаграмі.

### Havoc
У липні 2012 року музичний партнер Prodigy, Havoc, написав серію принизливих коментарів про Prodigy у Твіттері, у тому числі звинуватив Prodigy у гомосексуальних стосунках у в'язниці. Спочатку Хавок стверджував, що його обліковий запис у Твіттері був зламаний. Проте пізніше він підтвердив, що написав твіти і висловив своє розчарування з приводу Prodigy в інтерв'ю з AllHipHop. Він заявив, що Mobb Deep перебував у «безстроковій відпустці», поки дует розбирався зі своїми розбіжностями. Havoc пізніше випустив дис-трек, націлений на Prodigy, який називався «Separated (Real from the Fake)» (англ. - «Я відокремлюю (реальне від підробки)»). Продіджі не відповів на пісню Хавока і навіть публічно заявив, що Mobb Deep зрештою примириться. У березні 2013 дует оголосив, що вони помирилися і збираються в тур.

## Теорія ілюмінатів
Деяка реп-музика була натхненна теорією існування потужного міжнародного таємного суспільства. Часто його називають «Товариство баварських ілюмінатів» після того, як Баварське таємне товариство було засноване в 1776 році. Журнал Complex стверджував, що саме Prodigy почав цікавитись теорією. Prodigy часто публічно виступав проти ймовірного міжнародного таємного суспільства протягом його життя.
Prodigy розповідав про таємне суспільство у співпраці з LL Cool J у пісні «I Shot Ya (Remix)» 1995 року.
У 2007 році, незадовго до виходу H.N.I.C. Part 2, Prodigy написав із в'язниці і опублікував «відкритий лист» Jay-Z, в якому він зробив кілька загадкових тверджень, що посилаються на теорію. У 2008 році Prodigy назвав одну зі своїх пісень на альбомі H.N.I.C. Part 2 «Illuminati" (англ. - «Ілюмінати»). У своєму останньому сольному альбомі, випущеному під час його життя, The Hegelian Dialectic (2017), Prodigy також послався на теорію. Повідомлялося, що Prodigy працював над мюзиклом щодо його теорії ілюмінатів під час його смерті.

## Хвороба та смерть
В інтерв'ю з журналом Vibe у листопаді 2000 року, Prodigy розповів про те, що надихнуло його безпосередньо звернутися до битви з серповидноклітинною анемією у своїй пісні «You Can Never Feel My Pain» з його дебютного студійного альбому H.N.I.C. Він приписує свій нігілізм «постійним фізичним стражданням», викликаним його довічною битвою із цим захворюванням.
20 червня 2017 року стало відомо, що Продіджі помер у медичному центрі Spring Valley Medical Center в Лас-Вегасі, Невада, в той час як він був госпіталізований з ускладненнями, пов'язаними з його серповидноклітинною анемією. 17 червня 2017 року одразу після виступу Mobb Deep у Лас-Вегасі на фестивалі The Art of Rap Продіджі залишив захід та попрямував до свого готелю, щоб відпочити. Його стан погіршився. Його промоутер каже, що Prodigy довелося госпіталізувати за деякий час після цього. Після двох днів інтенсивного стаціонарного лікування репер помер 20 червня. Як показало розтин, Prodigy помер не від серповидноклітинної анемії, а від випадкової задухи. Як стало відомо, у вівторок вранці у лікарні під час сніданку він подавився яйцем.
У скарзі, яка була подана від імені сім'ї юридичною фірмою The Gage Law Firm, стверджується, що лікарня Spring Valley порушила свій обов'язок догляду за Prodigy, «не підтримуючи робочий доступ до внутрішньовенних вливань» і «не змогла постійно контролювати рівень кисню», як наказано лікарями в лікарні, і що ці невдачі призвели до смерті Prodigy.

## Дискографія
Студійні альбоми
- H.N.I.C. (2000)[25]
- H.N.I.C. Pt. 2 (2008)[80]
- H.N.I.C. 3 (2012)[81]
- The Bumpy Johnson Album (2012)[82]
- Hegelian Dialectic (The Book of Revelation) (2017)[83]

Спільні альбоми
- Return of the Mac (разом з The Alchemist ) (2007)[84]
- Product of the 80's (совместно с Big Twins & Un Pacino) (2008)[85]
- Albert Einstein (спільно The Alchemist) (2013)[34]
- Young Rollin Stonerz (разом з Boogz Boogetz) (2014)[86]